# Département Alpes-Maritimes

Logo des Départements Alpes-Maritimes

Das Département des Alpes-Maritimes [ˌalp maʀiˈtim] (italienisch Alpi Marittime) ist das französische Département mit der Ordnungsnummer 06. Es liegt im Südosten des Landes in der Region Provence-Alpes-Côte d’Azur und ist nach den Seealpen benannt, die hier das Grenzgebirge zu Italien bilden.

## Geographie
Das Département ist Teil der Provence und reicht von der Côte d’Azur bis in das alpine Hinterland. Es grenzt im Westen an das Département Var, im Nordwesten an das Département Alpes-de-Haute-Provence, im Osten und Norden an Italien (Piemont und Ligurien) und im Süden an das Mittelmeer, wo es das Fürstentum Monaco umschließt. Hauptstadt ist Nizza, weitere bekannte Städte sind Cannes und Grasse.

## Wappen
| Wappen des Départements Alpes-Maritimes | Blasonierung: „In Silber auf grünem Dreiberg mit blauen Wellen ein roter Adler mit gleichgefärbter Krone.“                                                                                             |
| Wappen des Départements Alpes-Maritimes | Originalblasonierung: « D’argent à l’aigle couronnée de gueules, au vol abaissé, empiétant une montagne de trois coupeaux de sinople issant d’une mer d’azur mouvant de la pointe et ondée d’argent. » |

Das Wappen des Départements Alpes-Maritimes ist mit jenem der Stadt Nizza deckungsgleich.

## Geschichte
Claude Salicis listet für das Département 26 Dolmen, 39 Pseudodolmen, 183 Tumuli und 33 Menhire (französisch Pierres dressées) auf.
Die Römer hatten bereits im Jahr 7 v. Chr. eine Provinz Alpes Maritimae gegründet. Deren Hauptstadt war Cemenelum, heute Cimiez, ein Ortsteil von Nizza. Während ihrer größten Ausdehnung Ende des 3. Jahrhunderts umfasste die Provinz auch Digne und Briançon, ihre Hauptstadt war nach Embrun verlegt worden.
Ein Département Alpes-Maritimes mit der Hauptstadt Nizza existierte in Frankreich bereits von 1793 bis 1815. Dessen Grenzen unterschieden sich von denen des heutigen Départements, zumal es Monaco und Sanremo umfasste.
Das aktuelle Département Alpes-Maritimes wurde 1860 geschaffen, als die Grafschaft Nizza zu Frankreich kam. Es wurde aus der Grafschaft, die das Arrondissement Nizza bildete, und einem Teil des Départements Var, die das Arrondissement Grasse bildete, geformt. Letzteres erklärt, warum der Fluss Var das gleichnamige Département nicht durchfließt: Er bildete zuvor die Grenze zwischen Frankreich und der Grafschaft Nizza, heute jedoch die Grenze zwischen den beiden Arrondissements.
1947 wurde das Territorium des Départements Alpes-Maritimes um die Gemeinden Tende und La Brigue erweitert, deren Einwohner im gleichen Jahr in einem Referendum für den Anschluss an Frankreich votiert hatten, so dass Italien die beiden Dörfer abtreten musste.
Die ursprünglichen provenzalischen (bzw. okzitanischen) Ortsnamen und andere geografische Namen (die während der Zugehörigkeit an dem Haus Savoyen italianisiert waren) wurden beim Anschluss der Grafschaft Nizza an Frankreich – anders als das auf Korsika der Fall war – weitestgehend französisiert, so auch die im letzten Abschnitt genannten Gemeinden. Eine Ausnahme könnte die Gemeinde Isola darstellen. Auch von Nizza ist neben dem französischen Nice noch die italienische Bezeichnung bekannt, jedoch örtlich nicht gebräuchlich. Darüber hinaus sind auch im vom Département umgebenen Fürstentum Monaco die Stadtbezirke Monte-Carlo, Larvotto, Les Moneghetti in ihrer italienischen Schreibweise erhalten geblieben.

## Bevölkerung

### Sprache
Die amtliche Sprache ist Französisch. Bis 1860 war die Amtssprache im damaligen Contea di Nizza noch Italienisch. Die Annexion durch Frankreich zog in der Region eine aggressive Sprachpolitik der Französisierung nach sich. Durch eine anhaltende Einwanderung von Italienern, beispielsweise nach Menton (italienisch Mentone), konnte die italienische Sprache in der Region in letzter Zeit etwas an Boden gewinnen.
Bedingt durch die Geschichte der Grafschaft Nizza, die zwischen 1388 und 1860 von der Provence verwaltungsmäßig abgetrennt war, wird in Nizza und Umgebung noch ein Dialekt der provenzalischen bzw. okzitanischen Sprache gesprochen, welche eine altprovenzalische Form hat und Nissart genannt wird. In den nördlichen, alpinen Teilen des Départements wird Alpinprovenzalisch (Gavot) und Brigasque gesprochen, während im Westen das Maritimprovenzalische noch zu hören ist.

### Städte
- Antibes
- Cannes
- Cagnes-sur-Mer
- Grasse
- Menton
- Nizza (französisch Nice)
- Roquebrune-Cap-Martin
- Vence

## Verwaltungsgliederung
| Arrondissement              | Kantone | Gemeinden | Einwohner 1. Januar 2022 | Fläche km² | Dichte Einw./km² | Code INSEE |
| --------------------------- | ------- | --------- | ------------------------ | ---------- | ---------------- | ---------- |
| Grasse                      | 15      | 62        | 577.803                  | 1.231,23   | 469              | 061        |
| Nice                        | 14      | 101       | 536.776                  | 3.067,35   | 175              | 062        |
| Département Alpes-Maritimes | 27      | 163       | 1.114.579                | 4.298,58   | 259              | 06         |

Siehe auch:

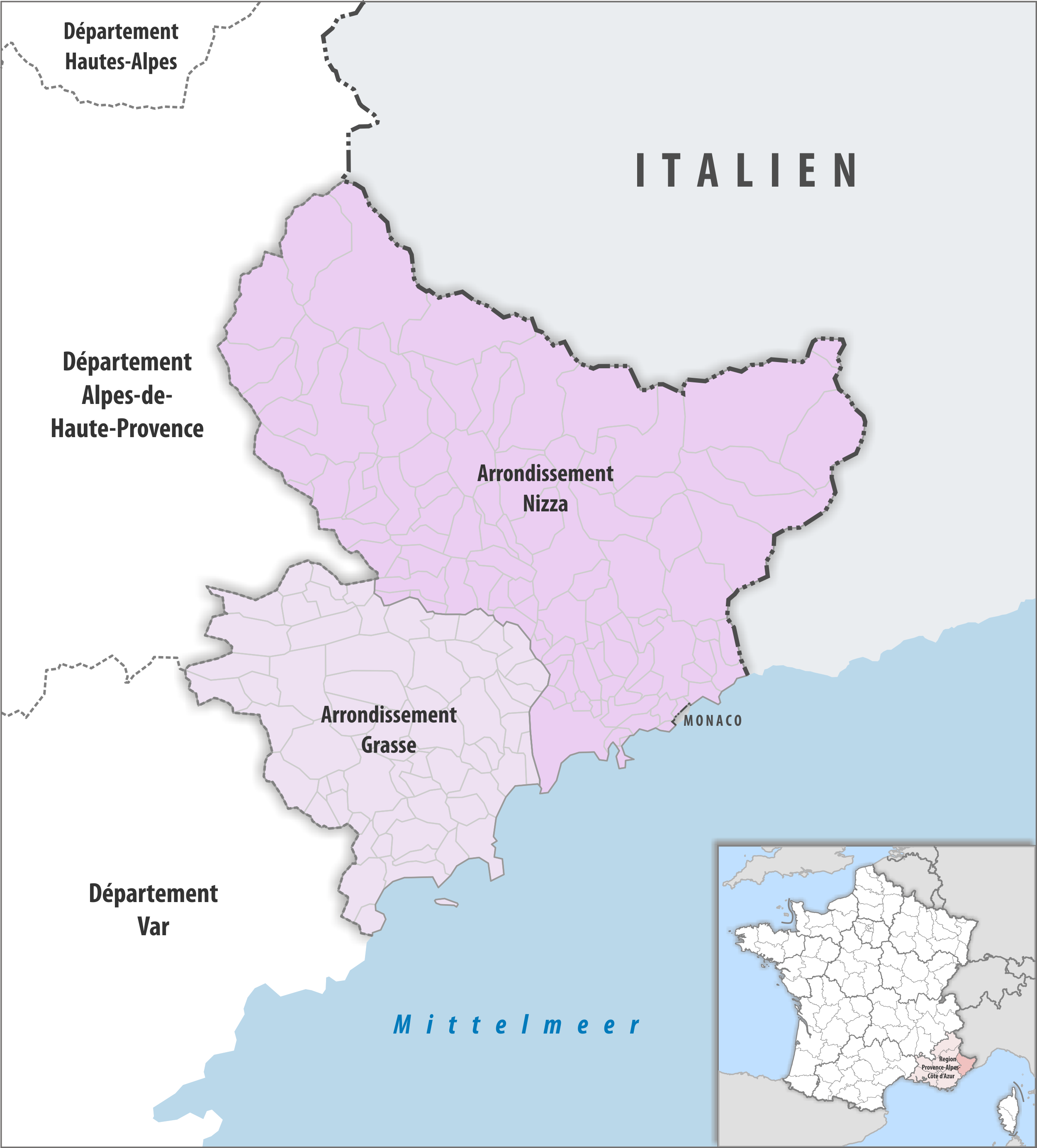
Gemeinden und Arrondissemente im Département Alpes-Maritimes

- Liste der Gemeinden im Département Alpes-Maritimes
- Liste der Kantone im Département Alpes-Maritimes
- Liste der Gemeindeverbände im Département Alpes-Maritimes

## Tourismus

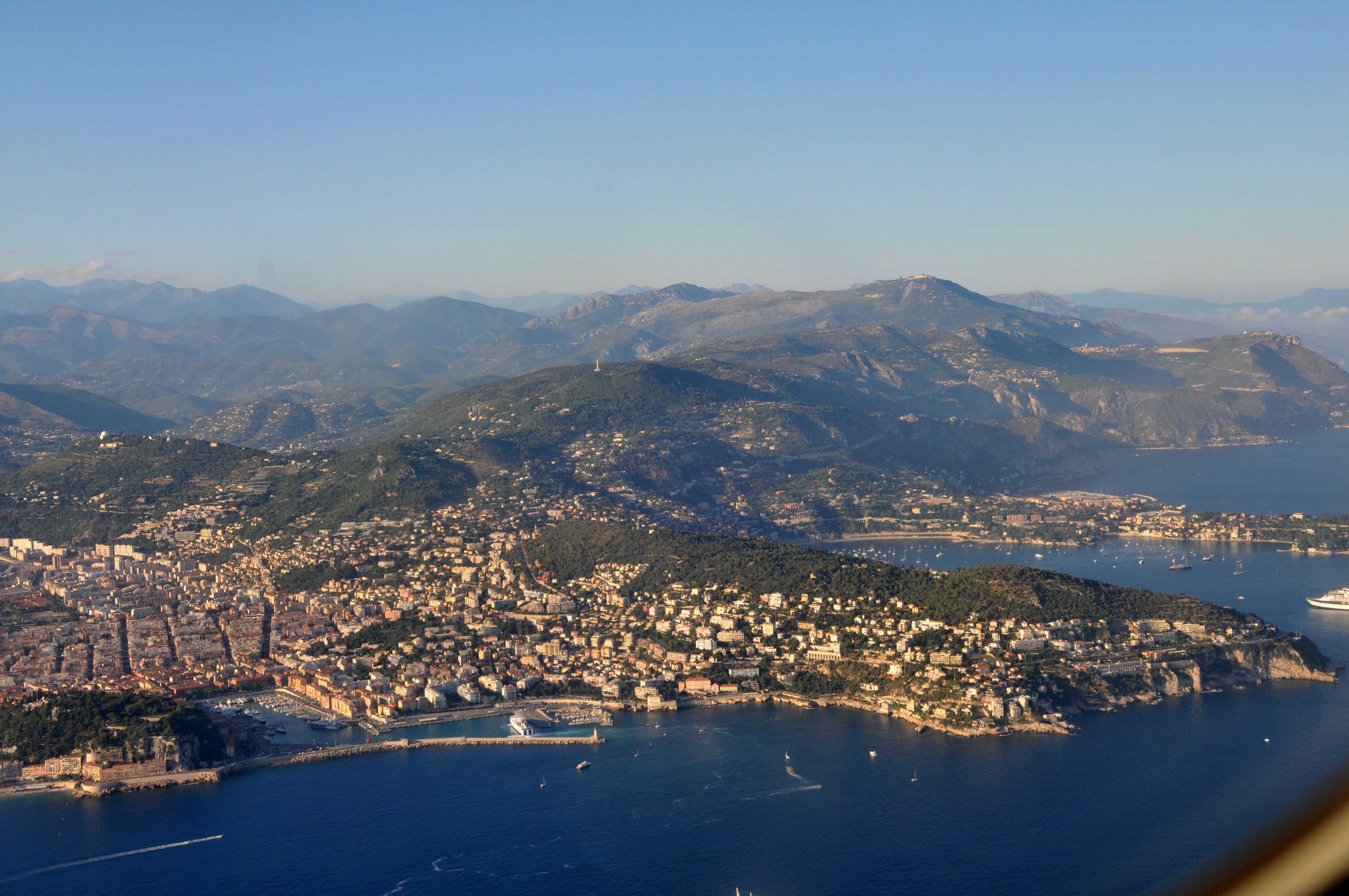
Luftbildpanorama Nizzas

### Wandern
Das Département ist im Norden von den Seealpen mit dem südlichsten Dreitausender der Alpen (Mont Clapier 3045 m und der Cime du Gélas 3143 m), im Osten von den Ligurischen Alpen und im Westen durch die provenzalischen Voralpen begrenzt. Dadurch bietet sich im Gebiet Vallée du Verdon, Vallée de la Tinée, Vallée du Var, Vallée de l’Estéron, Vallée du Cians, Vallée de la Vésubie und Vallée de la Roya hervorragende Wandermöglichkeiten.
Mehrere große französische GR-Fernwanderwege, Sentiers de grande randonnée, durchziehen das Département (GR 4, GR 5, GR 52, GR 52A und die Via Alpina) und führen zum Teil auch durch den Nationalpark Mercantour.

### Wintersport
Bekannte Wintersportorte sind Isola 2000, Auron, Beuil, Valberg, Peira-Cava und Camp d’Argent am Col de Turini.

## Sehenswürdigkeiten
Sehenswerte Orte des Départements:
- Bévéra (Fluss/Tal/Canyon)
- Canyon von Daluis (la Haute Vallée du Var – Entraune)
- Duranus
- Estéron (Fluss/Tal/Canyon)
- Cimiez
- Colle della Bonette
- Colle di Tenda
- Col di Turini
- Nationalpark Mercantour
- Vallée des Merveilles
- Roya (Fluss/Tal/Canyon)
- Siagne (Fluss/Tal)
- Tête de Chien
- Tendabahn
- Tropaeum Alpium in La Turbie
- Var (Tal)
- Vésubie (Fluss/Tal/Canyon)

## Klima
|                                  | Jan. | Feb. | Mär. | Apr. | Mai | Jun. | Jul. | Aug. | Sep. | Okt. | Nov. | Dez. |
| -------------------------------- | ---- | ---- | ---- | ---- | --- | ---- | ---- | ---- | ---- | ---- | ---- | ---- |
| mittlere Höchsttemperatur        | 12   | 13   | 14   | 16   | 20  | 23   | 27   | 27   | 24   | 20   | 16   | 13   |
| mittlere Tiefsttemperatur        | 6    | 6    | 8    | 10   | 13  | 16   | 19   | 19   | 17   | 14   | 10   | 8    |
| Anzahl sehr sonnige Tage         | 5    | 5    | 6    | 5    | 4   | 5    | 11   | 9    | 8    | 8    | 6    | 5    |
| Anzahl Tage mit bedecktem Himmel | 10   | 9    | 10   | 7    | 6   | 4    | 1    | 2    | 5    | 7    | 9    | 8    |
| Anzahl Regentage                 | 7    | 7    | 7    | 6    | 5   | 4    | 2    | 3    | 4    | 6    | 8    | 6    |
| Regenmenge in Millimetern        | 75   | 77   | 70   | 55   | 44  | 32   | 18   | 33   | 60   | 95   | 110  | 73   |
| Wassertemperatur in Küstennähe   | 14   | 13   | 13   | 14   | 17  | 20   | 22   | 24   | 23   | 21   | 18   | 16   |

Tage pro Jahr (Stand 1991) mit
- Regenfällen über 1 Millimeter: 64

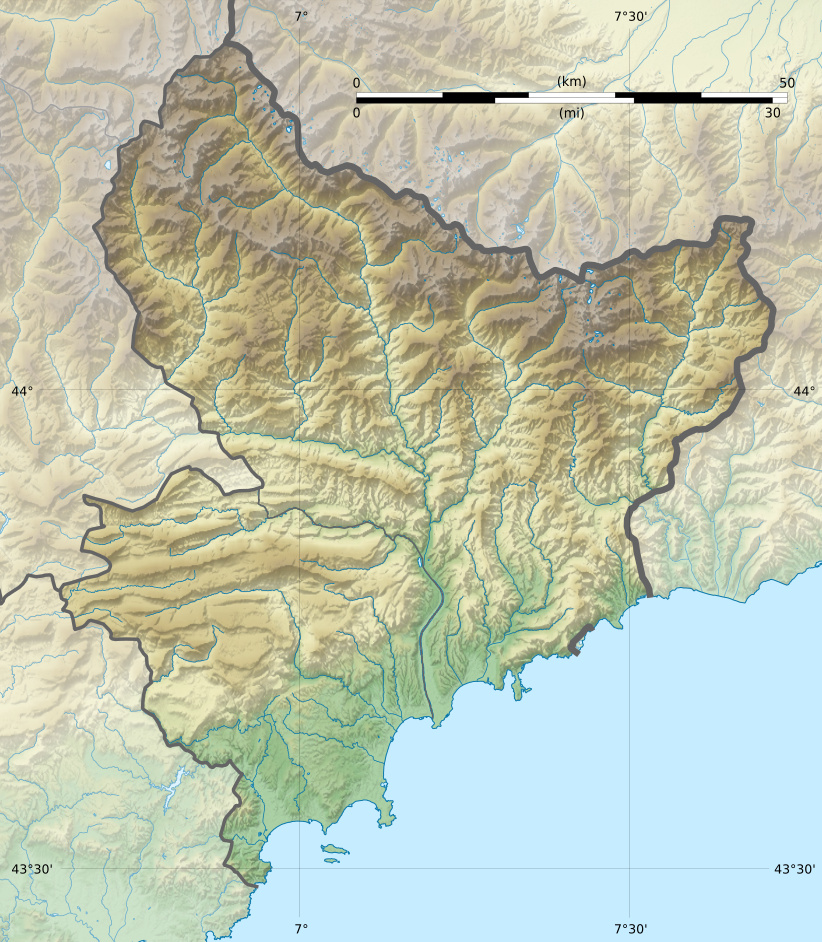
Topografische Karte des Départements Alpes-Maritimes

- Frost: in 9 von 10 Jahren frostfrei
- Schnee: 1
- Gewitter: 20
- Hagel: 1